# Angel of Light
Angel of Light è il quinto album degli Angel Witch, pubblicato nel 2019 dalla Metal Blade Records.

## Tracce
1. Don’t Turn Your Back – 4:55
2. Death From Andromeda – 6:23
3. We Are Damned – 5:59
4. The Night Is Calling – 7:20
5. Condemned – 5:29
6. Window of Despair – 5:18
7. I Am Infamy – 5:33
8. Angel of Light – 6:40

Durata totale: 47:37

## Formazione
- James Atkinson - voce
- Kevin Heybourne - chitarra, voce
- Will Palmer - basso
- Fredrick Jansson - batteria
- Jimmy Martin - chitarra